# 栓塞

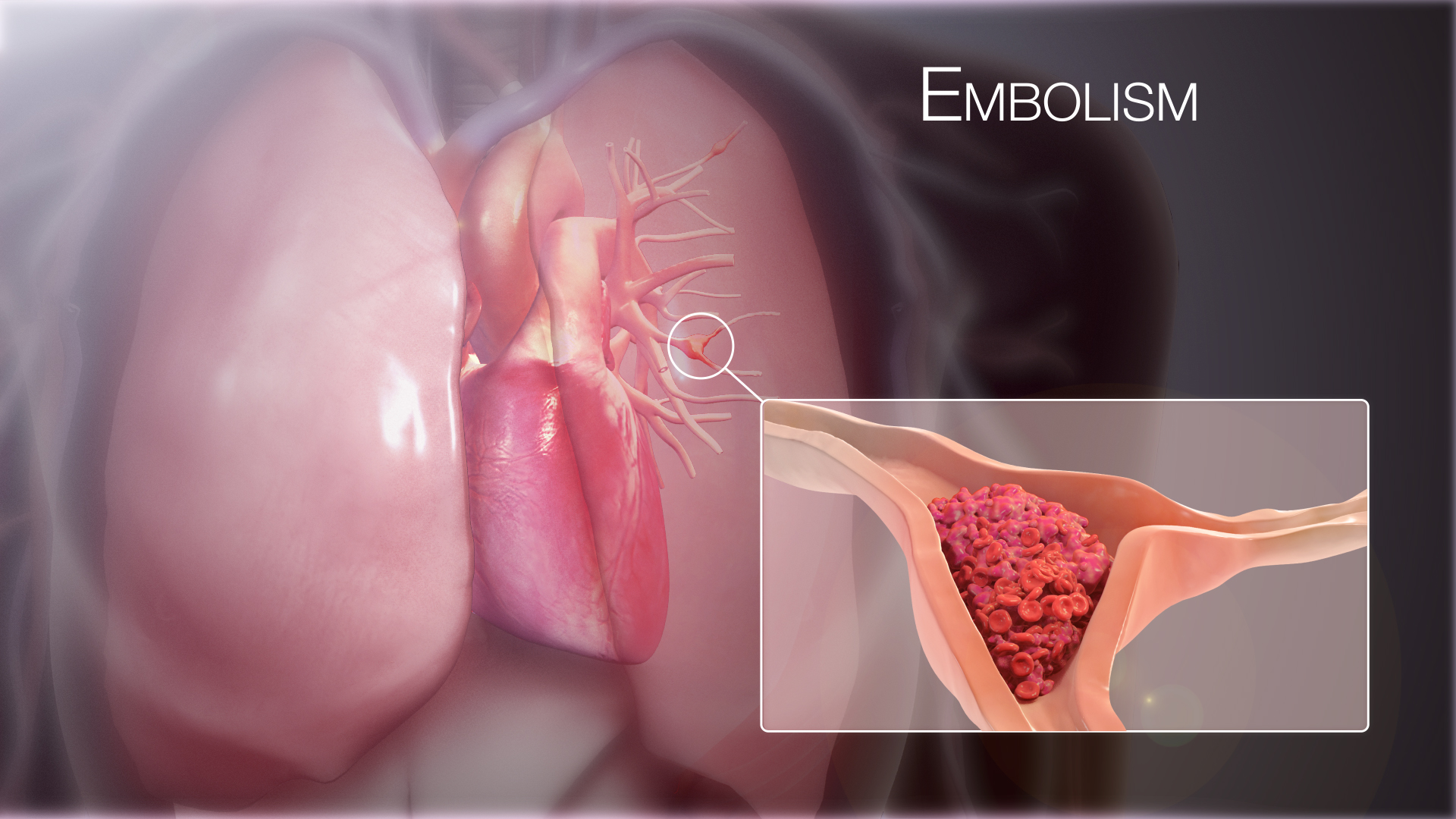
栓塞

栓塞（英語：embolism）是指血管内的固体、液体或气体团块随血流被运送到远端并造成血流阻塞。造成阻塞的固体、液体或气体团块被称为栓子。栓塞和血栓形成不同，后者是血栓在其形成部位造成的血流阻塞。血栓栓子脱落所导致的血栓栓塞是最常见的栓塞类型。脂滴、骨髓、空气、粥样硬化碎片、肿瘤组织、羊水等也有可能导致栓塞。
栓塞可能会导致相应组织器官的缺血性坏死，例如：心室壁瘤（ventricular aneurysm）附壁血栓（mural thrombus）脱落导致的脑栓塞。

## 栓子的运行途径
一般情况下，栓子的运行途径与体内血液的循环途径一致，最终将停留在与其口径相当的血管内造成栓塞。少数情况下，栓子也可以在血液中逆行。
- 右心或体循环静脉的栓子：

随静脉血液回流再由右心泵出后，可镶嵌于肺动脉的主干或其分支，引起肺动脉系统的栓塞。
- 左心和体循环动脉的栓子：

经常镶嵌于脾、肾、脑、下肢等体循环的动脉分支内。
- 门静脉系统的栓子：

会随着门静脉血流进入肝脏，引起门静脉分支栓塞。
- 交叉性栓塞：

较为少见，可偶发于房间隔或室间隔缺损，栓子可以由心内压力高的一侧通过缺损进入压力低的另一侧，即动、静脉系统的栓子发生交叉运行。
- 逆行性栓塞：

较为罕见，发生于下腔静脉内的栓子，由于剧烈咳嗽、呕吐等行为胸、腹腔内压力骤然升高，栓子随血流逆向运行，在下腔静脉所属分支如肝、肾、髂静脉等处引起栓塞。